# توماس إم. دوركين
توماس إم. دوركين (بالإنجليزية: Thomas M. Durkin)‏ هو محامي وقاضي أمريكي، ولد في 26 ديسمبر 1953 في شيكاغو في الولايات المتحدة.